# Recollections of a Tour Made in Scotland, A. D. 1803

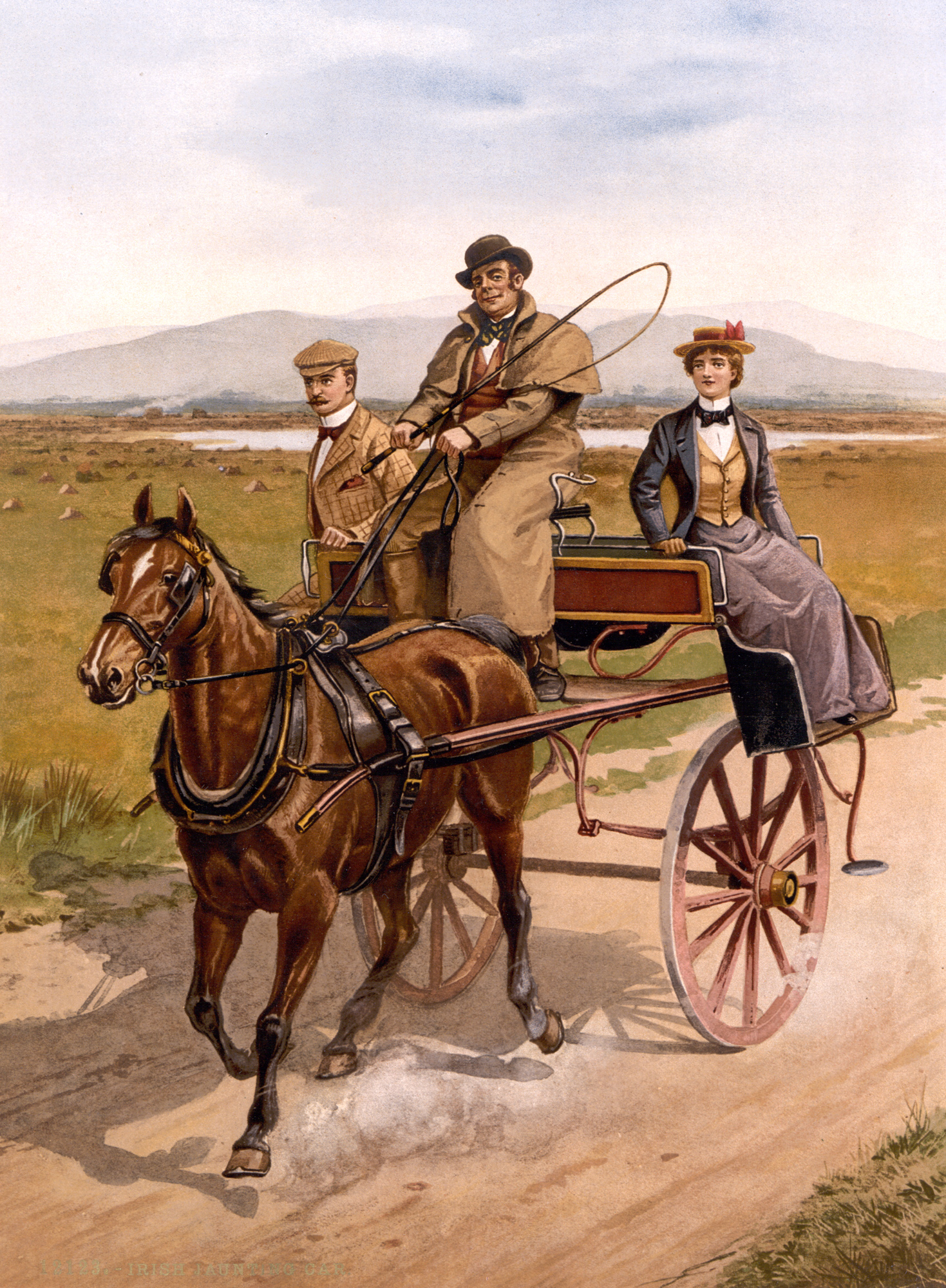
Schilderij van een koets zoals waarmee Dorothy, William en Samuel de tocht maakten

Recollections of a Tour Made in Scotland, A. D. 1803 is een pas in 1874 uitgegeven reisverhaal van Dorothy Wordsworth over een tocht van 1000 km door de Schotse Hooglanden met haar broer William Wordsworth en hun vriend Samuel Taylor Coleridge gedurende zes weken van augustus tot september 1803.

## Route
De tocht verliep langs plaatsen verbonden met Schotse personen uit de literatuur, zoals Robert Burns, Ossian, Robert Roy MacGregor, William Wallace en Walter Scott. Dorothy beschreef en beoordeelde het platteland en de landschappen.

## Wegen
Schotland was in 1803 ontvolkt door emigratie. De Schotten leefden primitief. De wegen waren in slechte staat en gevaarlijk, soms waren het maar paden. De reis werd afgelegd in een open Ierse koets met twee wielen en getrokken door een enkel paard. Vanwege de slechte wegen moest het gezelschap daarom het grootste deel te voet gaan. Dorothy deelde de kwaliteit van de wegen in volgens "uitstekend", "ruw", "zeer slecht" en "verschrikkelijk slecht".

## Overnachten
Overnachten deden ze in een herberg of bij een boer op een vuile vloer in een stal zonder ramen of verwarming. Soms mochten ze niet overnachten en moesten ze 's nachts kilometers in de regen naar het volgende dorp.

## Eten
Eten bestond uit gekookte watervogels, eieren, roggebrood, haverbrood en gekookte schapenkop. Soms kregen ze geen eten.

## Uitgaves
Dorothy schreef twintig maanden aan het reisverhaal. Haar vrienden reageerden enthousiast. In 1822 had Dorothy een verbeterde versie klaar, maar het werd niet uitgegeven. Pas in 1874, twintig jaar na haar dood, gaf John Campbell Shairp het voor het eerst uit. Het boek verkocht goed en er volgde een tweede druk en een uitgave in de Verenigde Staten. In 1894 volgde een derde druk en in 1897 een vierde. In 1941 gaf Ernest de Sélincourt een nieuwe versie uit en hij noemde het haar meesterwerk. In 1997 gaf Carol Kyros Walker bij Yale University Press een versie uit met foto's, kaarten, voetnoten en wetenschappelijk commentaar.